# Nordlys

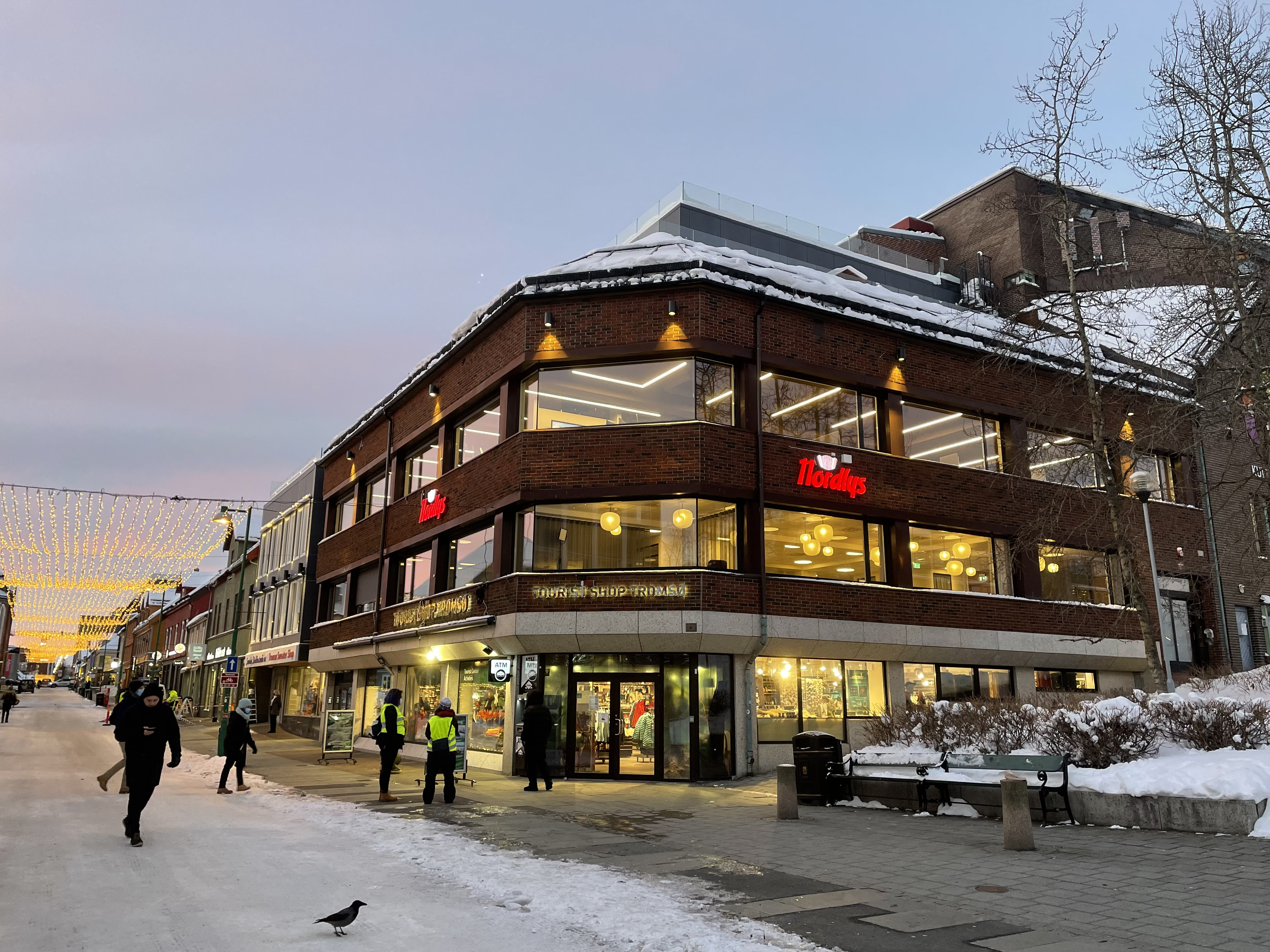
Nordlys redaktion i Tromsø

Nordlys är en norsk dagstidning som utges i Tromsø. Det är nord-Norges största tidning och en del av den norska mediekoncernen A-pressen. 
Tidningen grundades på Karlsøy i norra delen av Troms fylke av prästen Alfred Eriksen. Första numret kom ut den 10 januari 1902. 
Tidningen delar årligen ut Nordlysprisen och utser Årets tromsøværing.

## Upplaga
- 2006: 28 090
- 2007: 27 647